# Pseudoclithria dejecta
Pseudoclithria dejecta är en skalbaggsart som beskrevs av Lea 1914. Pseudoclithria dejecta ingår i släktet Pseudoclithria och familjen Cetoniidae. Inga underarter finns listade i Catalogue of Life.